# 蘇震清
蘇 震清（そ しんせい、スー ジェンチン、1965年〈民国54年〉2月2日 - ）は、中華民国（台湾）の政治家。元立法委員。台湾日本関係協会会長の蘇嘉全の甥である。

## 経歴
2008年の第7回立法委員選挙で屏東県第一選挙区から出馬し、立法委員を3期務めた国民党ベテラン議員に僅差で勝利し、初当選。2012年の第8回立法委員選挙でも再選された。
2016年の第9回立法委員選挙では、10万票を超える得票数、70%の得票率で再選された。
2020年の第10回立法委員選挙では、選挙区の再編が行われ、屏東県に3つあった選挙区が2つに統合された。蘇は、党内で争う構図になることを避けるため、屏東県第一選挙区を鍾佳浜に譲り、屏東県第三選挙区だった荘瑞雄が全国不分区及び僑居国外国民で出馬、自らは屏東県第二選挙区に移ることで決着がついた。しかし、党内予備選が長引いたことにより民進党の公認を得ず無所属で出馬することとなった。選挙の結果、国民党議員に僅差で勝利し、再選された。
2020年7月31日、遠東SOGOの運営権を巡り、会長への賄賂などの疑惑から捜査のため拘留され、民進党の党員資格が停止された。
2021年2月26日、民進党を離党した。
2022年7月6日、汚職容疑で台北地方裁判所から懲役10年、公民権5年間剥奪の有罪判決を受けた。
2024年の第11回立法委員選挙では、自身が再選する資格を失ったため、同選挙区に息子の蘇孟淳を擁立し国民党からの支持を得たが、民進党公認候補の徐富癸に敗れた。

## 選挙記録
| 年度 | 選挙                 | 選挙区           | 所属政党   | 得票数  | 得票率 | 当選       | 注釈 |
| ---- | -------------------- | ---------------- | ---------- | ------- | ------ | ---------- | ---- |
| 2002 | 第15回屏東県議員選挙 | 第二選挙区       | 民主進歩党 | 6,407   | 8.01%  |            |      |
| 2005 | 第16回屏東県議員選挙 | 第二選挙区       | 民主進歩党 | 15,408  | 18.71% |            |      |
| 2008 | 第7回立法委員選挙    | 屏東県第一選挙区 | 民主進歩党 | 63,453  | 46.91% |            |      |
| 2012 | 第8回立法委員選挙    | 屏東県第一選挙区 | 民主進歩党 | 94,538  | 58.21% |            |      |
| 2016 | 第9回立法委員選挙    | 屏東県第一選挙区 | 民主進歩党 | 101,894 | 70.00% |            |      |
| 2020 | 第10回立法委員選挙   | 屏東県第二選挙区 | 無所属     | 107,956 | 46.98% | 選挙区再編 |      |